# Rojewo
Rojewo è un comune rurale polacco del distretto di Inowrocław, nel voivodato della Cuiavia-Pomerania.
Ricopre una superficie di 120,21 km² e nel 2004 contava 4 591 abitanti.